# Tipula (Beringotipula) resurgens
Tipula (Beringotipula) resurgens is een tweevleugelige uit de familie langpootmuggen (Tipulidae). De soort komt voor in het Nearctisch gebied.